# Остаћу с' тобом
Остаћу с' тобом је шести студијски албум соло каријере Младена Војичића Тифе из 2000. године. За већину песама је Тифа написао текст, док су Едвин Жигић написао текстове за 3 и 5 песму,  Амир Бјелановић написао 7 песму и Дамир Арсланагић последњу песму. Албум је снимљен у Павароти центару током децембра 1999. године и јануара 2000. године и издат за издавачке куће In Takt Records и Croatia Records. Обе издавачке куће су објавиле албум на касети, али је In Takt Records објавио 2001. године албум и на CD-у.

## Списак песама
| №   | Назив                                   | Трајање |  |
| 1.  | Цура као ти                             |         |  |
| 2.  | Није то љубав                           |         |  |
| 3.  | Само враг и Бог зна                     |         |  |
| 4.  | Хоћу да знам                            |         |  |
| 5.  | Мамурно јутро                           |         |  |
| 6.  | Ево има година (дует са групом Макадам) |         |  |
| 7.  | Вода до кољена                          |         |  |
| 8.  | Моји анђели                             |         |  |
| 9.  | Вјерујем, не вјерујем                   |         |  |
| 10. | Остаћу с' тобом                         |         |  |